# Gustaf Johan Billberg
Gustaf Johan Billberg, född 14 juni 1772 i Karlskrona, död 26 november 1844 i Stockholm, var en svensk jurist, zoolog och botaniker. Han var bror till Johan Peter af Billbergh.
Auktorsnamnet Billb. kan användas för Gustaf Johan Billberg i samband med ett vetenskapligt namn inom botaniken; se Wikipediaartiklar som länkar till auktorsnamnet.

## Biografi
Billberg var till yrket egentligen jurist, men odlade ett stort intresse för naturvetenskaperna. Därför betecknade etablerade biologer Billberg som amatör. Billberg var nära vän till Carl Peter Thunberg. Efter Johan Wilhelm Palmstruchs död utgav Billberg del 7 till 9 av planschverket Svensk botanik (1812–1822) som senare fortsattes av Kungliga Vetenskapsakademien. Billberg grundade "Linnéska samfundet", som dock snart kom att läggas ned på grund av bristande intresse från andra forskare. Han var ledamot av Kungliga Vetenskapsakademien från 1817.
Billberg var gift två gånger: 1796 med Margareta Ferelius och 1801 med Helena Maria Ehinger. I första äktenskapet föddes sonen Johan Immanuel Billberg.
Billbergia-släktet i familjen ananasväxter (Bromeliaceae) är uppkallat efter honom.